# Castanospermum australe
Castanospermum es un género monotípico de plantas de la familia Fabaceae. Su única especie, Castanospermum australe, es originaria  de la costa este de Australia, se distribuye por Queensland, Nueva Gales del Sur, Nueva Caledonia y Vanuatu

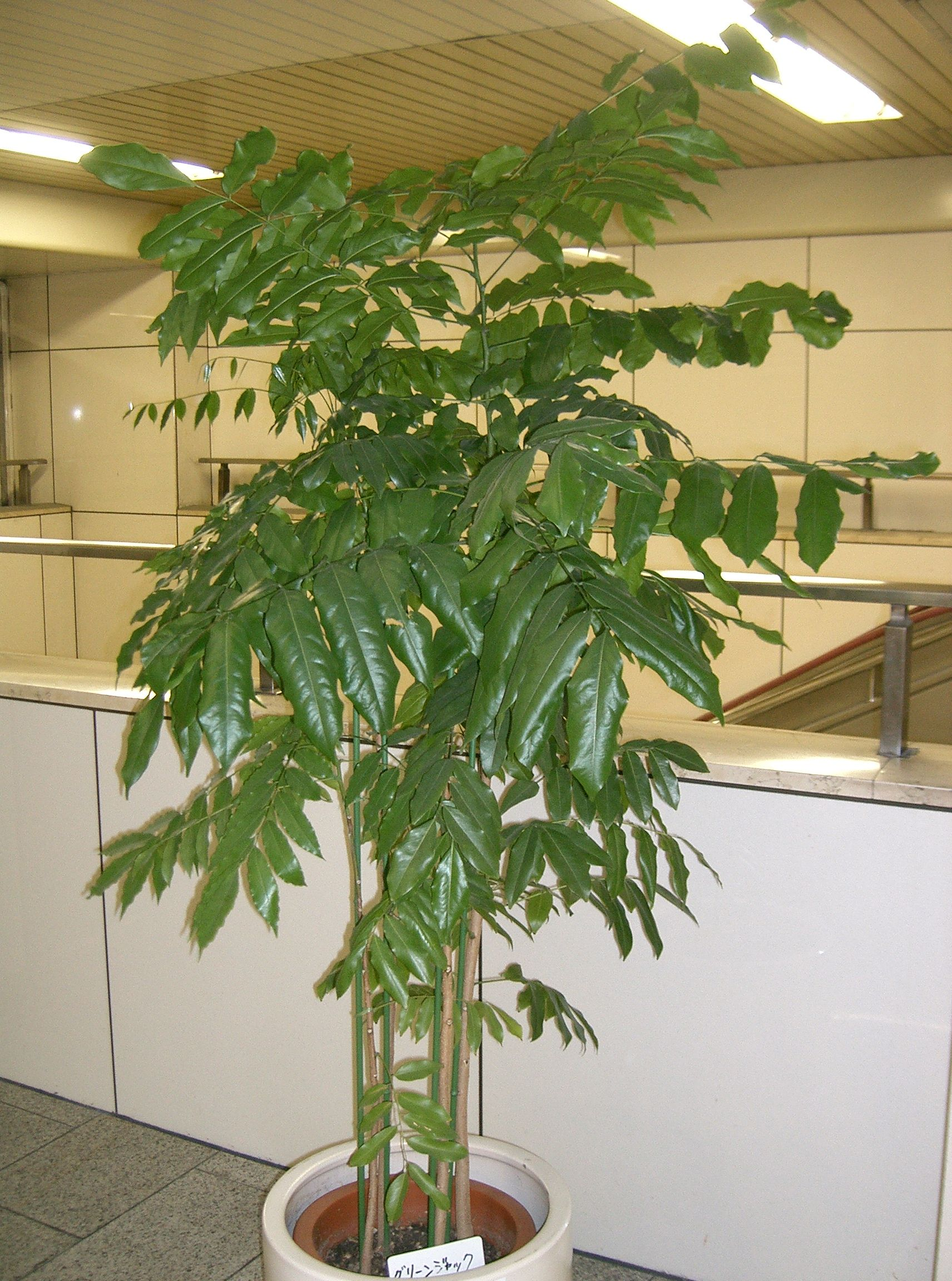
Vista de la planta

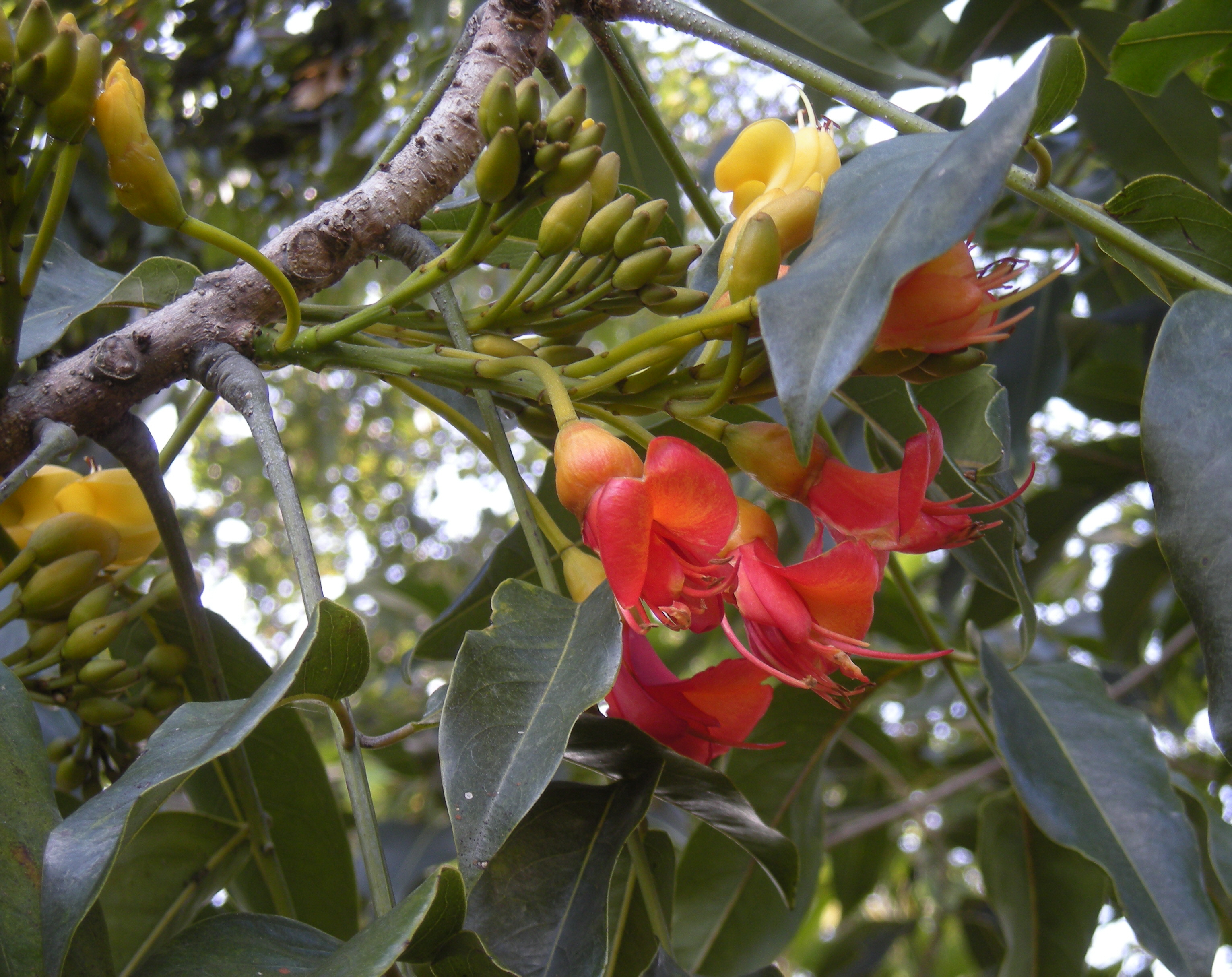
Flores

## Descripción
Se trata de una planta perennifolia de porte arbóreo, que llega a alcanzar los 40 m de altura, si bien habitualmente su longitud es mucho más reducida.
Las hojas son imparipinnadas, de 15 cm de longitud y 6-7 cm de anchura; poseen de 11 a 15 foliolos por hoja, de consistencia coriácea.
Las flores son papilionadas, de color rojo y amarillo, largamente pecioladas Producidas en racimos de 6 cm de longitud, poseen un tamaño de 3 a 4 cm.  El cáliz es grueso, coloreado, con 5 dientes cortos y anchos. En cuanto a la corola, el estandarte obovado-orbicular, recurvado; el resto de los pétalos más cortos, erectos, desiguales, libres. El androceo posee 10 estambres libres.
Los frutos son en legumbre, dehiscentes, cilíndricos, de 12-20 cm de longitud y 4-6 cm de diámetro. Su interior está dividido en compartimentos mediante una placenta esponjosa: esto delimita unas cuatro o cinco celdillas, cada una de las cuales alberga una semilla parecida a las castañas.

## Usos
Las semillas son venenosas, pero su toxicidad puede evadirse mediante un tratamiento culinario cuidadoso, que incluye el lavado, la cocción y el tueste.
Es empleado en jardinería, como planta de exterior.

### Madera
La madera posee gran interés económico: similar a la del nogal, posee una textura suave, finamente granulada, que alcanza un pulido muy delicado. Posee el inconveniente de que es poco durable.
El nombre comercial de la madera de C. australe es black bean. No está sujeta a regulación comercial mediante el tratado CITES. Posee unas líneas de crecimiento muy marcadas, y un duramen de color café, con vetas pronunciadas. El color de la albura es distinto del color del duramen. No posee ningún olor característico, o éste está ausente.

## Taxonomía
Castanospermum australe fue descrita por  A.Cunn. & C.Fraser y publicado en Botanical Miscellany 1: 241, pl. 51. 1830.

## Galería

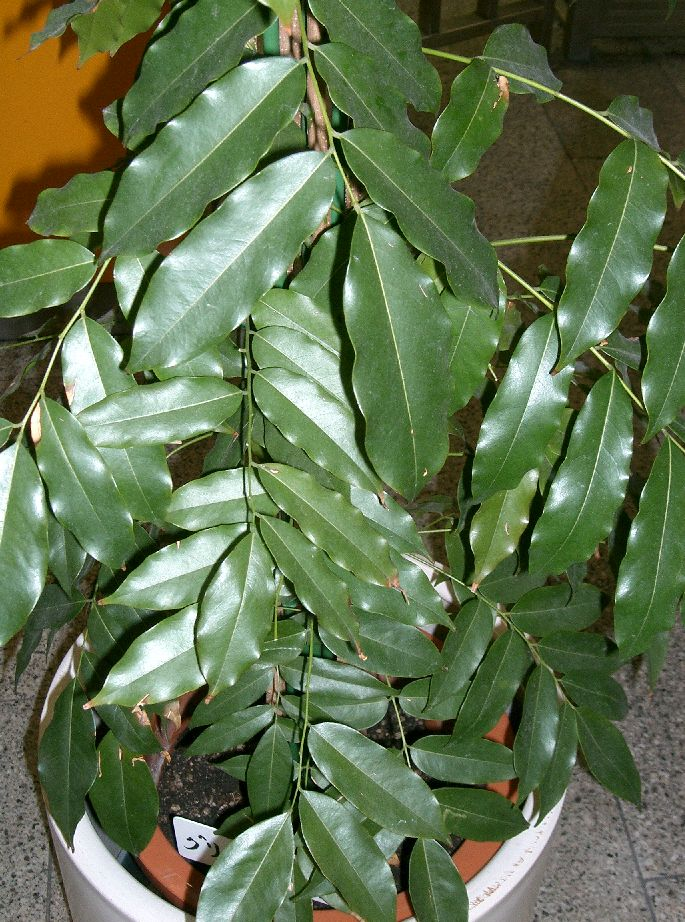
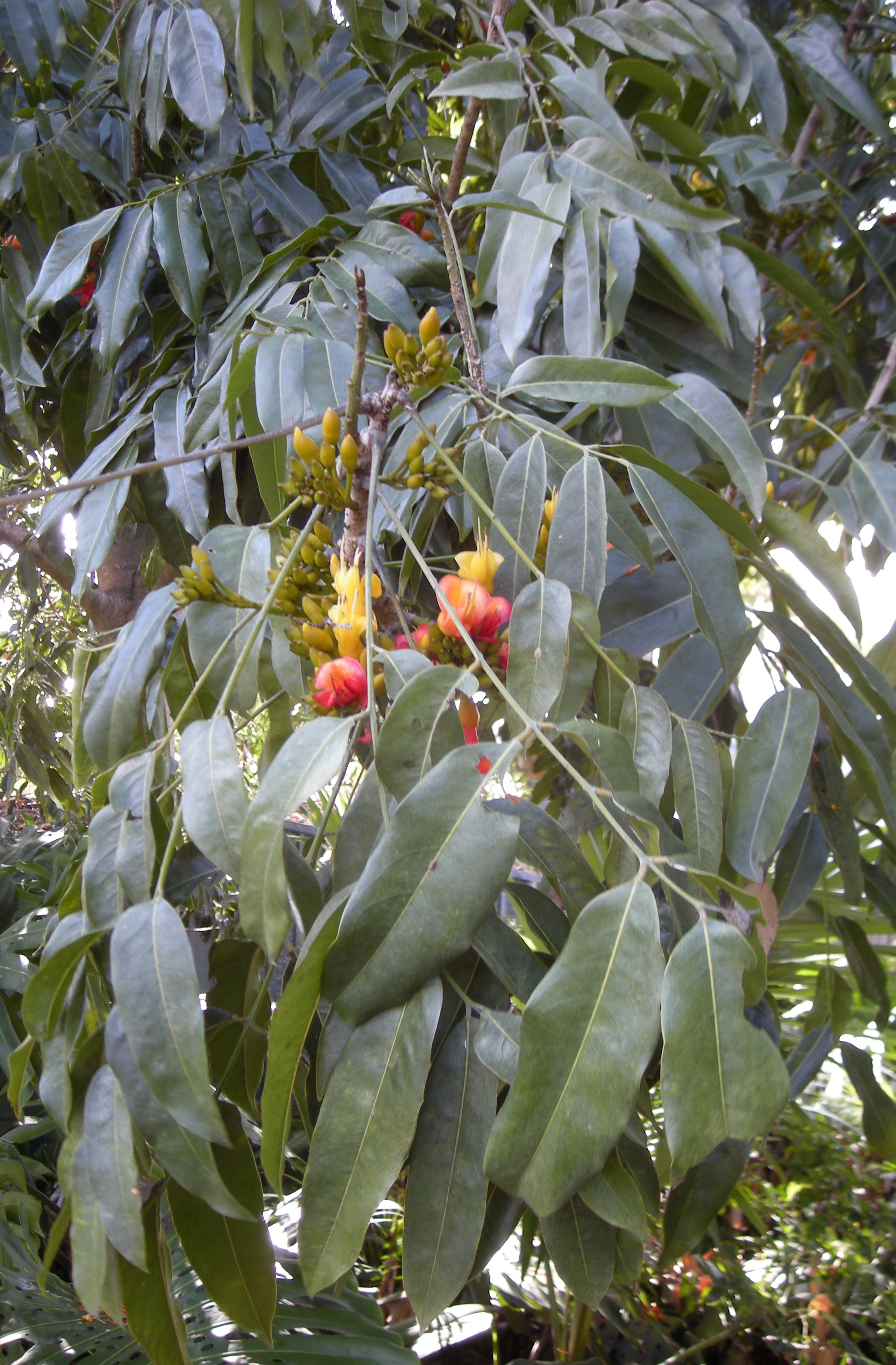